# 11768 Меррілл
11768 Меррілл (11768 Merrill) — астероїд головного поясу, відкритий 26 березня 1971 року.
Тіссеранів параметр щодо Юпітера — 3,180.